# Romagne-sous-les-Côtes
Pour les articles homonymes, voir Romagne et -sous-les-Côtes.
Romagne-sous-les-Côtes est une commune française située dans le département de la Meuse, en région Grand Est.

## Géographie

### Hydrographie
La commune est dans le bassin versant de la Meuse au sein du bassin Rhin-Meuse. Elle est drainée par le ruisseau la Brevonte, le ruisseau de la Noue Coulon, le ruisseau du Bois de Chavrelle et le ruisseau Aux Tripes,.
Le Brevonte, d'une longueur de 12 km, prend sa source dans la commune  et se jette  dans le Loison à Dombras, après avoir traversé trois communes. 

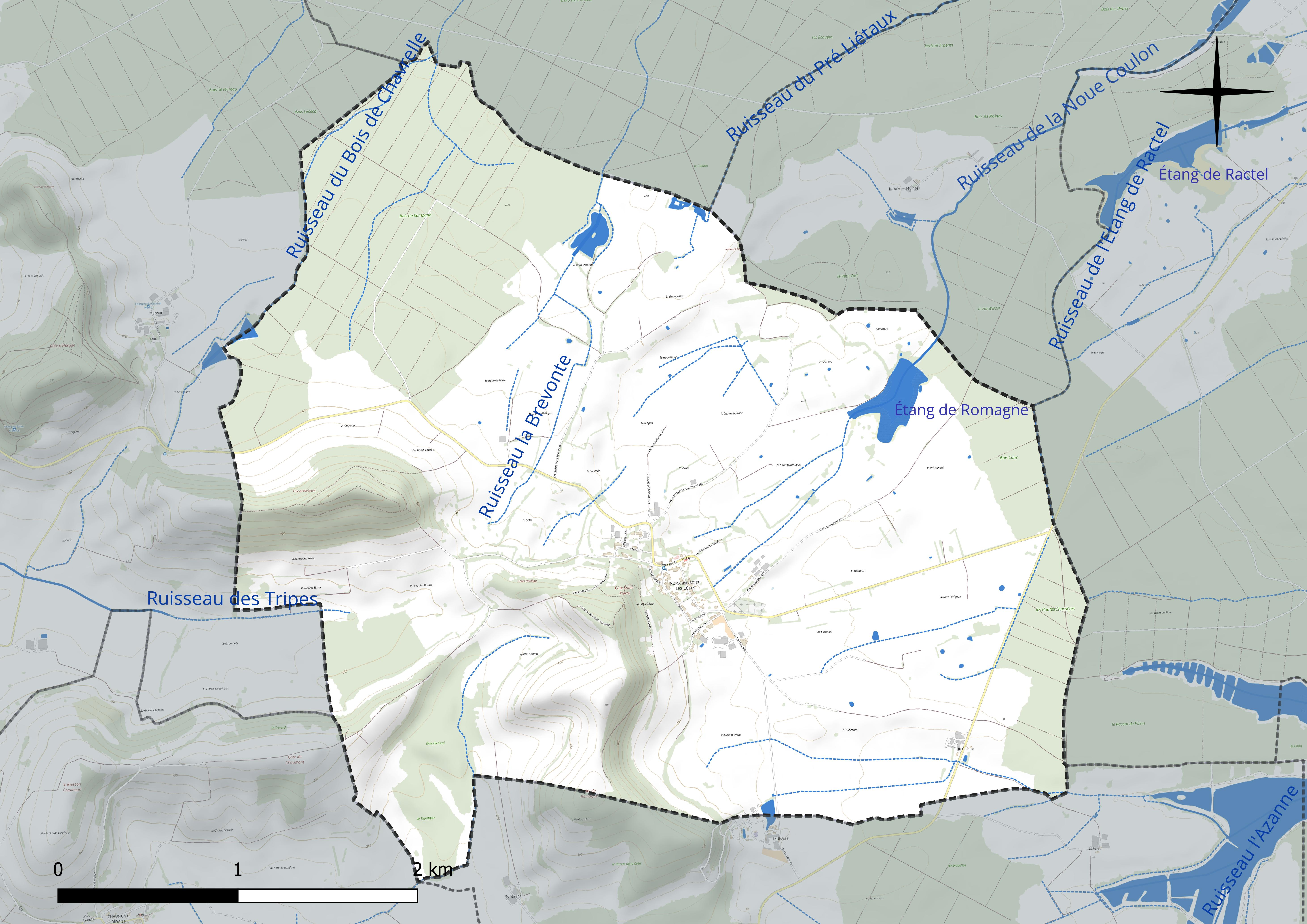
Réseau hydrographique de Romagne-sous-les-Côtes.

Un plan d'eau complète le réseau hydrographique : l'étang de Romagne (8,3 ha),.

### Climat
Pour des articles plus généraux, voir Climat du Grand Est et Climat de la Meuse.
En 2010, le climat de la commune est de type climat de montagne, selon une étude du Centre national de la recherche scientifique s'appuyant sur une série de données couvrant la période 1971-2000. En 2020, Météo-France publie une typologie des climats de la France métropolitaine dans laquelle la commune est exposée à un climat océanique altéré et est dans la région climatique  Lorraine, plateau de Langres, Morvan, caractérisée par un hiver rude (1,5 °C), des vents modérés et des brouillards fréquents en automne et hiver. 
Pour la période 1971-2000, la température annuelle moyenne est de 9,7 °C, avec une amplitude thermique annuelle de 16 °C. Le cumul annuel moyen de précipitations est de 956 mm, avec 13,7 jours de précipitations en janvier et 9,6 jours en juillet. Pour la période 1991-2020, la température moyenne annuelle observée sur la station météorologique de Météo-France la plus proche, « Villette », sur la commune de Villette à 18 km à vol d'oiseau, est de 10,1 °C et le cumul annuel moyen de précipitations est de 909,4 mm. 
La température maximale relevée sur cette station est de 39 °C, atteinte le 25 juillet 2019 ; la température minimale est de −14,8 °C, atteinte le 20 décembre 2009,,. 
Les paramètres climatiques de la commune ont été estimés pour le milieu du siècle (2041-2070) selon différents scénarios d'émission de gaz à effet de serre à partir des nouvelles projections climatiques de référence DRIAS-2020. Ils sont consultables sur un site dédié publié par Météo-France en novembre 2022.

## Urbanisme

### Typologie
Au 1er janvier 2024, Romagne-sous-les-Côtes est catégorisée commune rurale à habitat dispersé, selon la nouvelle grille communale de densité à sept niveaux définie par l'Insee en 2022.
Elle est située hors unité urbaine et hors attraction des villes,.

### Occupation des sols
L'occupation des sols de la commune, telle qu'elle ressort de la base de données européenne d’occupation biophysique des sols Corine Land Cover (CLC), est marquée par l'importance des territoires agricoles (65,8 % en 2018), une proportion sensiblement équivalente à celle de 1990 (66 %). La répartition détaillée en 2018 est la suivante : 
prairies (57 %), forêts (32 %), terres arables (8,8 %), zones urbanisées (2,3 %). L'évolution de l’occupation des sols de la commune et de ses infrastructures peut être observée sur les différentes représentations cartographiques du territoire : la carte de Cassini (XVIIIe siècle), la carte d'état-major (1820-1866) et les cartes ou photos aériennes de l'IGN pour la période actuelle (1950 à aujourd'hui).

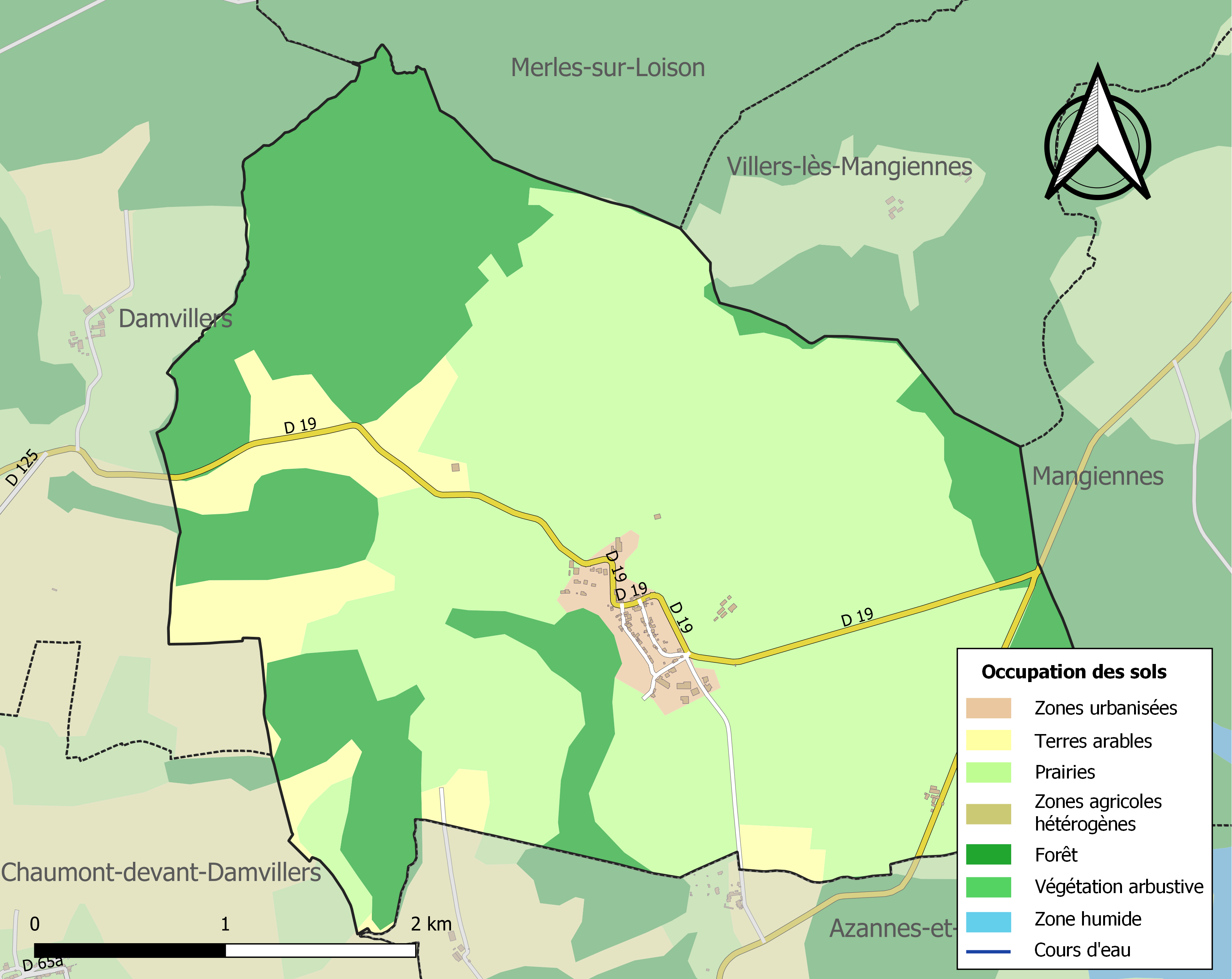
Carte des infrastructures et de l'occupation des sols de la commune en 2018 (CLC).

## Toponymie
Le nom de la localité est attesté sous les formes In Romanges (1047) ; Ad Romanas (1049) ; Romei-villa (XIIe siècle) ; Romangnes (1240) ; Roumengnes (1248) ; Romaigne (1332) ; Romigne (1368) ; Es lieux de Rommeville, Asanne et Soubzmasanne (1549) ; Château de Rouville (1549) ; Romagna-subtus-Costas, Romaigne-soub-les-Costes (1642) ; Romaniæ (1738).

Romagne est issu du nom de l'ancienne province italienne qui s'appelait Romandiola, qui était la prononciation populaire du mot latin Romania, Romagna, nom générique des pays qui était soumis aux Romains, « domaine de Rome ».

Romagne est situé aux pieds des côtes de Meuse.

## Histoire

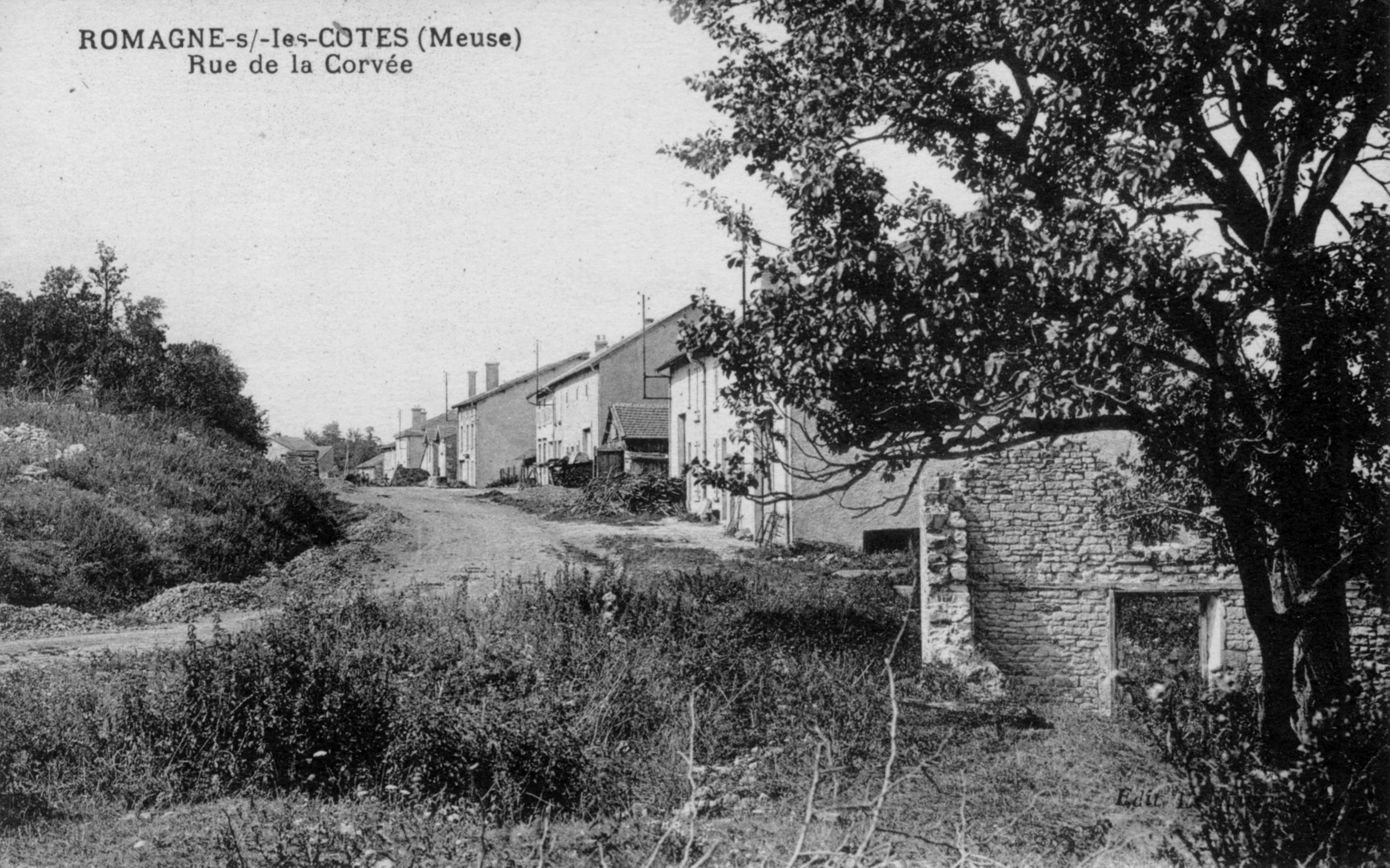
Rue de la Corvée. Carte postale ancienne.

## Politique et administration
| Période                                  | Période      | Identité          | Étiquette | Qualité |
| ---------------------------------------- | ------------ | ----------------- | --------- | ------- |
| Les données manquantes sont à compléter. |              |                   |           |         |
| mars 2001                                | 14 mars 2008 | Joseph Pelosi     |           |         |
| mars 2008                                | 2014         | Pierre Lenhard    |           |         |
| 2014                                     | juillet 2020 | Monique Urbany    |           |         |
| Juillet 2020                             | En cours     | Évelyne Fauquenot |           | Cadre   |

## Population et société

### Démographie

#### Évolution démographique
L'évolution du nombre d'habitants est connue à travers les recensements de la population effectués dans la commune depuis 1793. Pour les communes de moins de 10 000 habitants, une enquête de recensement portant sur toute la population est réalisée tous les cinq ans, les populations de référence des années intermédiaires étant quant à elles estimées par interpolation ou extrapolation. Pour la commune, le premier recensement exhaustif entrant dans le cadre du nouveau dispositif a été réalisé en 2008.

En 2022, la commune comptait 123 habitants, en évolution de +7,89 % par rapport à 2016 (Meuse : −4,4 %, France hors Mayotte : +2,11 %).
| 1793 | 1800 | 1806 | 1821 | 1831 | 1836 | 1841 | 1846 | 1851 |
| ---- | ---- | ---- | ---- | ---- | ---- | ---- | ---- | ---- |
| 553  | 661  | 622  | 620  | 723  | 678  | 699  | 719  | 746  |

| 1856 | 1861 | 1866 | 1872 | 1876 | 1881 | 1886 | 1891 | 1896 |
| ---- | ---- | ---- | ---- | ---- | ---- | ---- | ---- | ---- |
| 643  | 666  | 630  | 586  | 582  | 544  | 522  | 489  | 448  |

| 1901 | 1906 | 1911 | 1921 | 1926 | 1931 | 1936 | 1946 | 1954 |
| ---- | ---- | ---- | ---- | ---- | ---- | ---- | ---- | ---- |
| 443  | 429  | 370  | 207  | 241  | 195  | 193  | 169  | 181  |

| 1962 | 1968 | 1975 | 1982 | 1990 | 1999 | 2006 | 2008 | 2013 |
| ---- | ---- | ---- | ---- | ---- | ---- | ---- | ---- | ---- |
| 177  | 206  | 185  | 150  | 118  | 102  | 111  | 113  | 112  |

| 2018 | 2022 | - | - | - | - | - | - | - |
| ---- | ---- | - | - | - | - | - | - | - |
| 122  | 123  | - | - | - | - | - | - | - |

## Culture locale et patrimoine

### Lieux et monuments
- Gayoir ;
- Réplique de la grotte de Lourdes ;
- Croix Olivier ;
- Cimetière militaire avec 2 227 Allemands (1914-1918) ;
- Fontaine ;
- Église Saint-Pierre, origine XVIIIe siècle, détruite au cours de la Première Guerre mondiale puis reconstruite.

### Personnalités liées à la commune
Jean-Charles Gille-Maisani.

### Héraldique
| Blason de Romagne-sous-les-Côtes | Blason  | Tranché : au 1er de gueules à l'aigle romaine d'or, au 2e de sinople au coq hardi d'argent, allumé, becqué, crêté, langué, barbé et membré de gueules ; à l'écusson d’argent chargé de trois fasces d'azur, brochant au canton dextre du chef sur les deux champs. |
| Blason de Romagne-sous-les-Côtes | Détails | Création Robert A. Louis et Dominique Lacorde. Adopté le 28 février 2017. |